# Wapen van Duurswold

Het wapen van het waterschap Duurswold

Het wapen van Duurswold werd op 13 juli 1959 bij koninklijk besluit aan het waterschap Duurswold verleend. In 1986 ging het waterschap met de andere waterschappen Fivelingo en Oldambt op in het waterschap Eemszijlvest. Hiermee verviel het wapen.

## Beschrijving
De blazoenering luidt als volgt:
Gedeeld ; I doorsneden; het bovenste van azuur, het onderste van zilver, met een schildvoet van sabel, waaruit oprijst een korenplant, van sinopel in het onderste, van goud in het bovenste; II in goud een ring van azuur, vergezeld van drie leliën van hetzelfde, geplaatst 2 en 1. Het schild gedekt met een gouden kroon van drie bladeren en twee paarlen.
De heraldische kleuren zijn: azuur (blauw), goud (geel), sabel (zwart), sinopel (groen) en zilver. Het schild is gedekt met een gravenkroon.

## Symboliek
Het linkerdeel toont het wapen van de hoofdelingenfamilie Fraeylema, als verwijzing naar de heren van Slochteren die op de Fraeylemaborg woonden. De heer was hoofd van enige schepperijen, waaronder het grondgebied van het waterschap Duurswold viel. Oorspronkelijk werden de ring en de lelies in rood aangevraagd, maar deze werden na enige correspondentie gewijzigd in blauw.
Het rechterdeel symboliseert de diepte van de bodem waarin het waterschap lag. Het laagste punt was zo'n −1,28 m. diep. Dat is het diepste punt in de provincie Groningen.

## Vergelijkbare wapens

Het wapen van Hommerts-Sneek
Het wapen van Wymbritseradeel tussen 1818 en 1975